# 施维洛塞
施维洛塞（德語：Schwielowsee，得名于同名湖泊）是德国勃兰登堡州的一个市镇，隶属于波茨坦-米特尔马克县。总面积为58.27平方公里，截至2020年总人口为10705人。